# American Indoor Soccer League
La American Indoor Soccer League (AISL) fou una competició futbolística semi-professional indoor disputada per clubs dels Estats Units i el Canadà que estigué activa entre 2002 i 2008.

## Historial
- 2002-03: Massachusetts Aztecs
- 2004-05: Detroit-Windsor Border Stars
- 2005-06: Cincinnati Excite
- 2006-07: Massachusetts Twisters
- 2007-08: Rockford Rampage